# Hermann Wolff von Gudenberg
Hermann Wolff von Gudenberg (* 19. September 1812 in Aschersleben; † 6. Mai 1880) war ein deutscher Verwaltungsbeamter.

## Herkunft
Sein vollständiger Namen lautete Hermann Klemens Julius Heinrich Georg Wolff von Gudenberg, und er war der zweite Sohn des Offiziers, späteren preußischen Obersten, Georg Wilhelm Friedrich Wolff von Gudenberg (* 16. März 1776 in Kassel; † 5. Mai 1829 in Wetzlar) und dessen Gattin, Julie Florentine von Dalwigk aus dem Hause Dillich (* 31. Dezember 1784 in Lützelwig; † 8. April 1855 in Hünfeld). Sein älterer Bruder Ludwig Wilhelm (* 24. Dezember 1810 in Kassel) starb 1884 in Görlitz als preußischer Oberstleutnant a. D. und hatte aus der Ehe mit Marie Charlotte Redemann (* 1830 Falkenburg) drei Töchter.

## Leben
Hermann Wolff von Gudenberg studierte an der Philipps-Universität Marburg und der Georg-August-Universität Göttingen. Zwischen 1832 und 1834 wurde er Mitglied der Corps Marcomannia Marburg, Hassia Göttingen, Teutonia Marburg und Hassia Marburg. Nach dem Studium wurde er kurhessischer Verwaltungsbeamter. Von 1851 bis 1863 war er Landrat des Landkreises Hünfeld. 1863 wurde er Landrat des Landkreises Schlüchtern. Nach der Annexion Kurhessens durch Preußen verblieb er im Amt des Landrates, das er bis zu seinem Tod 1880 innehatte.

## Familie
Er war zweimal verheiratet und hatte fünf Kinder:

⚭ I) 1849 in Hersfeld mit Charlotte Hildebrand (* 25. März 1830 Wolfhagen; † 12. Januar 1851 Hersfeld):
- Luise Charlotte (* 6. Januar 1851 Hersfeld) ⚭ 1878 Friedrich Köhler, Gerichtsrat in Kassel

⚭ II) 1853 in Hünfeld mit Sophie Hildenbrand (* 21. April 1833 Sannerz; lebte später in Halle), deren Kinder sind sämtlich in Hünfeld geboren:
- Wilhelm (* 27. Juni 1855), Fabrikbesitzer in Vordamm-Driesen; zwei Ehen mit insgesamt fünf Kindern
- Marie Mathilde (* 1857) ⚭ 1880 in Fulda mit Ernst Briesen, preußischer Oberlandesgerichtsrat in Celle
- Mathilde Sophie (* 1858) ⚭ 1877 in Schlüchtern mit Dr. phil. Georg Anders, Pastor in Teutschenthal
- Karoline Klara (* 24. Juli 1862) ⚭ 27. Mai 1892[7] in Schlüchtern mit Gustav Tankred Benjamin Jacquemin d’Hauteville, Rechtsritter des Johanniterordens, königlich preußischer Regierungsrat in Kassel (* 31. August 1845; † 30. April 1896 in Kassel)[8]